# プローブ捜査指令
プローブ捜査指令（ - そうさしれい、原題：Search）は、ワーナー・ブラザース・テレビ製作のスパイアクションドラマである。1972年9月から1973年8月まで、NBCで、23話が水曜日の東部時間午後10時に放送された。近未来的な番組コンセプトは「現代のSF」と言われ、今ではごく普通となったハイテク機器が、それぞれの放送回に登場した。日本では1974年10月から、NET（現テレビ朝日）で放送された。英国ではSearch ControlのタイトルでBBC1で放送された。

## 概要
元々は、1972年2月21日に放送されたパイロット版のテレビ映画『プローブ』のドラマ化である。ドラマ化するに当たっては、PBSにProbeという番組があったため、Searchにタイトルを変更せざるを得なかった。このパイロット版は、日本では『SFコンピューターマン』のタイトルで、1975年8月23日、テレビ朝日『土曜映画劇場』の枠で放送され、元宇宙飛行士のヒュー・ロックウッドが、秘密捜査員として、ヨーロッパで任務に当たるという内容だった。
番組の拠点となるのは、マンハッタンに拠点を置くWorld Security Corporation「世界安保機構」で、世界レベルの民間の調査機関である。それぞれの放送回で、3人のトップレベルの秘密捜査員のうち1人が主人公となり、政治や組織犯罪がかなりの頻度で絡む捜査をこなしていく。捜査員は小さなビデオカメラを仕込んだスキャナを持ち歩いている。このスキャナはカフスボタンやタイピン、あるいはペンダントとして身につけることもでき、指輪に偽装させることもできる。
プローブコントロールと呼ばれる中枢部のスタッフは、このスキャナを通して、リアルタイムでの、捜査員の仕事の進み具合の監視や、音声や画像の送信、そして体調の測定などが可能である。スタッフは捜査員からの情報を分析、確認し、捜査員の耳の後ろに埋め込まれたレシーバーを通して、直ちに、誰にも気づかれずに情報を送ることができる。捜査員は、普通に会話するか、歯で信号音をタップするかのいずれかにより、スキャナを作動せずとも、コントロールスタッフへの返答ができる。
プローブコントロールは、NASAのミッションコントロールセンターを模しており、ここを仕切るのは、責任者のキャメロンである。敏腕ぞろいのチームを監督して、捜査員たちに機密情報を授けるリーダーでもある「キャム」ことキャメロンに、捜査員は捜査結果を報告する。捜査員のほかに、ハッカーや数カ国語に通じた翻訳者、そして医師も任務に当たっている。それ以外にも、必要に応じて任務に就くメンバーがいる。シリーズの始めのほうは、コントロールは、その規模の大きさをほのめかすかのように、うす暗く孤立した空間だったが、シリーズの中盤までに、コントロールは規模が縮小され、照明の明るい、しかしせまい部屋となった。番組のクレジットによれば、コンピューターはコントロール・データ・コーポレーションの提供となっている。WSCの舞台となっている建物は、現在は、バンクオブアメリカのサンフランシスコ本部である。
捜査員3人はリーダー格の「プローブワン」、組織犯罪を担当する「オメガプローブ」、そして、この両名が他の捜査に当たっている時に、任務を引き受ける予備のプローブがいたが、この3人が共演することはなかった。
通常、1人の捜査員で7ないしは8話が製作され、アメリカではそれがばらばらに放送されたが、日本ではそれぞれの捜査員ごとにまとめて放送された。
この番組に登場するテクノロジーは、当時よりも数十年先を行くものであり、うちいくつかには視聴者から戸惑いの声もあった。

## キャスト
- ヒュー・ロックウッド（プローブワン）：ヒュー・オブライエン（声：家弓家正）
- ニック・ビアンコ（プローブオメガ）：トニー・フランシオサ（声：広川太一郎）
- C・R・グローバー（予備プローブ）：ダグ・マクルーア（声：仲村秀生）
- V・C・R・キャメロン：バージェス・メレディス（声：真木恭介）
- グロリア・ハーディング：エンジェル・トンプキンス（声：麻上洋子）
- バーネット博士：フォード・レイニー
- クロダ：バイロン・チャン
- ミス・ジョーンズ：パメラ・ジェームズ
- エイミー・ラヴ：シェリル・ストッペルムーア

## スタッフ
- 製作：レスリー・スティーブンス
- プロデューサー：ロバート・H・ジャストマン、アンソニー・スピナー
- 音楽：ドミニク・フロンティエ

## サブタイトル
ロックウッド編
- 浮かび出た銃殺死体 The Murrow Disappearance
- 消えた輸送機 Flight to Nowhere
- 秘宝の行方 The Gold Machine
- 月の石奪回作戦 Moonrock
- 国境の壁は高かった The Bullet
- 幻の英雄タレント候補 The Adonis File
- 誘拐劇が死を招く Suffer My Child
- 海底ビールスの恐怖 Countdown to Panic

ビアンコ編
- 世界経済大混乱 One of Our Probes Is Missing
- 幻の殺し屋 Operation Iceman
- シンジケート世界統一 Live Men Tell Tales
- 狂気の孤島 Let Us Prey
- 100万ドル金塊強盗団 The 24 Carat Hit
- 国際スパイ団暗躍 The Clayton Lewis Document
- 心臓をえぐれ！ The Mattson Papers
- 死のパッケージツアー Ends of the Earth

グローバー編
- 電子爆弾メガ・トランス Short Circuit
- 黒幕と煙幕 In Search of Midas
- ハネムーンは血の臭い A Honeymoon to Kill
- 請け負いますクーデター The Packagers
- 死の口座番号 Numbered for Death
- 再興・悪魔の暗殺団 Goddess of Destruction
- 狂った復讐鬼 Moment of Madness